# Melodifestivalen 1967
Melodifestivalen 1967 eller "schlagerfestivalen" var den nionde upplagan av musiktävlingen Melodifestivalen och samtidigt Sveriges uttagning till Eurovision Song Contest 1967. För första gången fick tävlingen sitt nuvarande namn (även gått som "Schlagerfestivalen").
Finalen hölls på Cirkus i Stockholm den 24 februari 1967, där melodin "Som en dröm", framförd av Östen Warnerbring, vann, genom att ha fått högst totalpoäng av jurygrupperna. Warnerbring fick därmed representera Sverige för första gången, vilket han inte fick när han vann Melodifestivalen år 1960. Upplägget med en finalkväll och tio bidrag behölls och kördes därmed för andra året i rad. Precis som de två tidigare åren var det elva regionala jurygrupper som röstade fram vinnarbidraget. Det här året gick samtliga tio finalplatser till bidrag inskickade från allmänheten. Nyordningen från 1966 med att finalen spelades in samma eftermiddag för sändning på kvällen återupprepades även detta år.
Som en dröm fick sedan representera Sverige i ESC 1967 som hölls i Wien i Österrike den 8 april 1967. Detta var första gången sedan det allra första ESC-året som ESC-finalen förlades till en annan månad än mars.

## Tävlingsupplägg[3]
Formatet med en finalkväll och tio bidrag behölls. Vem som helst kunde skicka in ett bidrag till tävlingen, vilket blev populärt och drygt 1 800 bidrag skickades in. En jury på sexton personer lyssnade och bedömde låtarna varpå man bantade ner antalet något, först till 225 och sedan till 35. Därefter spelades de kvarvarande melodierna in med respektive artist och ackompanjemang innan juryn valde ut de tio finalisterna. När artistvalen gjordes fick dock både Östen Warnerbring och Towa Carsson med två bidrag, som de också framförde i tävlingen.

### Misstankar om jäv
Det uppstod en viss diskussion om jäv när Mats Olsson utsågs till både kapellmästare och producent för de tio finalisterna. Anledningen var att Olsson vid det tillfället var inspelningschef på skivbolaget Electra, vilket många ansåg vara fel eftersom han då kunde gynna sina egna artister. Dock kom detta aldrig på tal eftersom Olsson aldrig gynnade någon part.

### Återkommande artister
| Artist            | Tidigare år (med placering) (Melodifestivalen)    | Tidigare år (med placering) (ESC) |
| ----------------- | ------------------------------------------------- | --------------------------------- |
| Ann-Louise Hanson | 1963 (-, -), 1966 (4:a)                           | –                                 |
| Rolf Berg         | 1963 (-, 2:a)                                     | –                                 |
| Svante Thuresson  | 1966 (1:a1, 7:a)                                  | 19661 (2:a)                       |
| Östen Warnerbring | 1959 (4:a, 5:a), 1960 (1:a, 2:a), 1962 (4:a, 6:a) | –                                 |

1 I duett med Lill Lindfors.

### Övrigt
Hans Alfredson, Tage Danielsson och Gunnar Svensson, som skrev andraplacerade "En valsfan" ville att låten skulle framföras i en duett mellan Östen Warnerbring och Margaretha Krook. Anledningen till det var att man hade kunnat göra en komisk poäng i slutet av låten, då Warnerbring skulle ha vänt sig till Krook i publiken varpå Krook skulle ha uttryckt "Men det här är väl ingen vals!?" (vilket det inte heller var). Sveriges Radio-TV motsatte sig idén och därmed genomfördes inte det hela. Sedermera framförde Warnerbring låten solo.

## Finalkvällen
Finalen av festivalen 1967 sändes den 24 februari 1967 från Cirkus i Stockholm. Programledare var Maud Husberg och kapellmästare var Mats Olsson.
Finalen avgjordes genom 100% juryröstning och på samma sätt som året innan. De elva regionala jurygrupperna hade totalt nio poäng vardera att dela ut. Jurygrupperna kunde välja att ge 5, 3 och 1 poäng (om de hade tre favoriter), 6 och 3 poäng (om de hade två favoriter) eller hela nio poäng (om de endast hade en favorit). Samtidigt som juryn delade ut sina poäng placerade programledaren respektive poäng formade som pingisbollar i rör. På grund av detta drog röstningen ut på tiden och därför återanvändes aldrig denna metod.

### Startlista
| Nr | Artist            | Låt                        | Upphovsmän (Text & musik)                                     |
| -- | ----------------- | -------------------------- | ------------------------------------------------------------- |
| 1  | Towa Carson       | Vem frågar vinden?         | Inger Berggren (tm)                                           |
| 2  | Rolf Berg         | Ren vals                   | Björn Lindroth (t), Charlie Norman (m)                        |
| 3  | Marianne Kock     | Men vore du endast en visa | Carl-Olof Bergström (t), Lennart Sjöberg (m)                  |
| 4  | Östen Warnerbring | En valsfan                 | Hans Alfredson (t), Tage Danielsson (t), Gunnar Svensson (m)  |
| 5  | Ann-Louise Hanson | Christina dansar           | Åke Hallgren (tm)                                             |
| 6  | Svante Thuresson  | Förlåt min vän             | Johnny Carlsson (tm)                                          |
| 7  | Towa Carson       | Alla har glömt             | Peter Himmelstrand (t), Bo-Göran Edling (m)                   |
| 8  | Sten Nilsson      | Svart-Olas polska          | Åke Hallgren (tm)                                             |
| 9  | Ann-Louise Hanson | Sjungas till sömns         | May-Brith Matson (t), Carl-Eric Matson (m)                    |
| 10 | Östen Warnerbring | Som en dröm                | Patrice Hellberg (t), Marcus Österdahl (m), Curt Peterson (m) |

### Poäng och placeringar
| Nr | Låt                        | Sunds- vall | Örebro | Norr- köping | Gbg | Luleå | Falun | Växjö | Malmö | Umeå | Karl- stad | Stholm | Summa | Plac. |
| -- | -------------------------- | ----------- | ------ | ------------ | --- | ----- | ----- | ----- | ----- | ---- | ---------- | ------ | ----- | ----- |
| 1  | Vem frågar vinden?         | -           | 1      | 5            | -   | -     | -     | -     | -     | 5    | -          | -      | 11    | 5     |
| 2  | Ren vals                   | 5           | -      | -            | 3   | -     | 1     | -     | -     | -    | -          | 5      | 14    | 3     |
| 3  | Men vore du endast en visa | -           | -      | -            | -   | -     | 3     | -     | -     | -    | -          | -      | 3     | 8     |
| 4  | En valsfan                 | 3           | -      | 3            | 5   | -     | -     | 3     | -     | 3    | -          | 3      | 20    | 2     |
| 5  | Christina dansar           | -           | 3      | -            | -   | -     | -     | 1     | -     | -    | -          | -      | 4     | 7     |
| 6  | Förlåt min vän             | 1           | -      | -            | -   | -     | -     | -     | -     | -    | -          | 1      | 2     | 9     |
| 7  | Alla har glömt             | -           | -      | -            | -   | 9     | 5     | -     | -     | -    | -          | -      | 14    | 3     |
| 8  | Svart-Olas polska          | -           | -      | -            | 1   | -     | -     | -     | 6     | 1    | -          | -      | 8     | 6     |
| 9  | Sjungas till sömns         | -           | -      | -            | -   | -     | -     | -     | -     | -    | -          | -      | 0     | 10    |
| 10 | Som en dröm                | -           | 5      | 1            | -   | -     | -     | 5     | 3     | -    | 9          | -      | 23    | 1     |

### Juryuppläsare
- Sundsvall: Kurt Jonsson
- Örebro: Sven Strömberg
- Norrköping: Lennart Dansk
- Göteborg: Rune Rustman
- Luleå: Roland Perlström
- Falun: Lars Ramsten
- Växjö: Sven-Olof Olsson
- Malmö: Bertil Norlander
- Umeå: Monica Hedestig
- Karlstad: Paul Björk
- Stockholm: Edvard Matz

## Eurovision Song Contest
Österrike hade vunnit året innan och fick därför arrangera tävlingen för första gången. ESC-finalen förlades därför till Österrikes huvudstad Wien den 8 april 1967 vilket således blev första gången sedan premiäråret som en ESC-final hölls i en annan månad än mars. Alla länder som tävlade året innan, utom Danmark, deltog det här året. Eftersom inga nya länder gjorde debut blev det totalt sjutton länder som tävlade. Anledningen till att Danmark uteblev (från detta år och ända fram till 1978) var att DR (Danmarks Radio) fått en ny nöjeschef som ansåg att pengarna borde läggas på annat istället.
Poängsystemet förändrades det här året. Varje land hade dock en jury med tio medlemmar, där varje medlem fick ge en poäng var till vilket bidrag (utom landets egna bidrag) som helst. Således fick länderna den klumpsumma som juryn gett dem. Inför själva finalen blev det problem både internt och externt. De interna problemen gällde att den orkester som skulle användas krävde ersättning för sitt arbete, vilket de inte skulle ha fått, men fick ändå. De externa problemen gällde att både Storbritanniens och Italiens bidrag skulle ha blivit diskvalificerade p.g.a. att de släppts på skiva på ett tidigare datum än man då fick. Trots detta fick bägge ländernas bidrag tävla (om än att Italiens bidrag skrevs om).
Sverige tävlade som nummer sju (av sjutton länder) och slutade efter juryöverläggningarna på delad åttonde plats med sju poäng. Vann gjorde istället Storbritannien med 47 poäng, följt av Irland med 22 poäng och Frankrike på 20 poäng. I och med detta var det Storbritanniens första vinst i tävlingen. Dock ska det kommas ihåg att landet faktiskt fick stå värd ett antal gånger tidigare. Allra sist blev Schweiz som ensamt slutade på noll poäng.